# Vivi-Anne Wassdahl
Vivi-Anne Wassdahl (Stoccolma, 28 febbraio 1932 – Östersund, 1º dicembre 2023) è stata una sciatrice alpina svedese.

## Biografia
Sciatrice polivalente con maggior propensione alle prove tecniche, Vivi-Anne Wassdahl debuttò in campo internazionale in occasione della Internationale Wintersportwoche 1953 (Garmisch-Partenkirchen, 22-25 gennaio), dove si classificò 7ª nello slalom gigante e 10ª nello slalom speciale, e nello stesso anno si piazzò 3ª nello slalom speciale di Åre (28 febbraio); nel 1954 e nel 1955 non prese parte a gare internazionali. Ai VII Giochi olimpici invernali di Cortina d'Ampezzo 1956 (26 gennaio-5 febbraio), sua unica presenza olimpica nonché esordio iridato, fu 42ª nella discesa libera, 31ª nello slalom gigante, 28ª nello slalom speciale e 19ª nella combinata, disputata in sede olimpica ma valida solo ai fini dei Mondiali 1956; da allora gareggiò nuovamente solo in contesti nazionali fino alla stagione 1959-1960, quando partecipò ai trofei Hahnenkamm (Kitzbühel, 15-17 gennaio) e Holmenkollen-Kandahar (Holmenkollen, 18-20 marzo).
Ai Mondiali di Chamonix 1962 (10-18 febbraio), sua ultima presenza iridata, si classificò 32ª nella discesa libera, 32ª nello slalom gigante, 11ª nello slalom speciale e 13ª nella combinata; la sua ultima gara internazionale fu lo slalom gigante di Östersund del 17 marzo 1964, che chiuse al 4º posto, mentre il suo congedo agonistico avvenne in occasione dei Campionati svedesi 1965, dove vinse la medaglia d'oro nello slalom gigante e nello slalom speciale: con quei successi raggiunse il primato di 14 titoli nazionali, superato soltanto nel 2013 da Jessica Lindell Vikarby.

## Palmarès

### Campionati svedesi
- 14 ori (slalom speciale nel 1955; slalom gigante, slalom speciale nel 1956; slalom gigante, slalom speciale nel 1957; slalom speciale nel 1958; slalom speciale nel 1959; slalom gigante nel 1961; slalom gigante, slalom speciale nel 1962; slalom speciale nel 1963; slalom speciale nel 1964; slalom gigante, slalom speciale nel 1965)[8]